# Maianthemum paniculatum
Maianthemum paniculatum är en sparrisväxtart som först beskrevs av Martin Martens och Henri Guillaume Galeotti, och fick sitt nu gällande namn av Lafrankie. Maianthemum paniculatum ingår i släktet ekorrbärssläktet, och familjen sparrisväxter. Inga underarter finns listade i Catalogue of Life.

## Bildgalleri

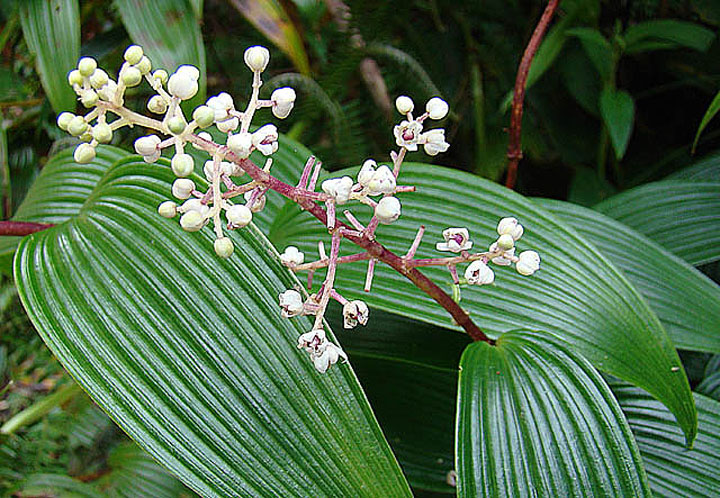
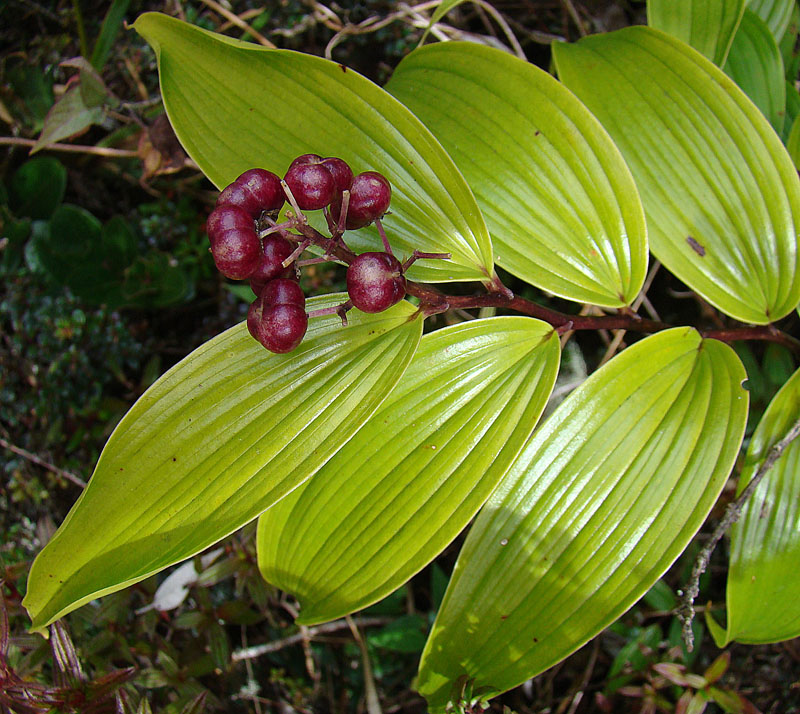